# Giorgio Scarso
Giorgio Scarso (Modica, 18 aprile 1946) è un maestro di scherma e dirigente sportivo italiano, Presidente della Federazione Italiana Scherma da gennaio 2005 a febbraio 2021, Vice Presidente della Federazione Internazionale di Scherma da gennaio 2009 a ottobre 2016, Vice Presidente del CONI da febbraio 2013 al 2016 ed ex sottufficiale dell'Esercito Italiano. Dal 2022 al 2024 è stato Presidente della Confederazione Europea di scherma.

## Biografia
Nato il 18 aprile del 1946 a Modica, dove vive fino alla maturità tecnica.

### La carriera militare
Nel 1966 entra nella Scuola sottufficiali dell'Esercito Italiano di Viterbo, e successivamente trasferito alla scuola d'artiglieria di Bracciano per il conseguimento del brevetto di specializzazione. Subito dopo frequenta il corso per Istruttore Militare di Educazione fisica presso la scuola Militare di Educazione fisica di Orvieto. Trasferito a Casarsa della Delizia presta servizio nella divisione corazzata "Ariete" dove viene impiegato in vari incarichi, ottenendo tre encomi.
Nel 1969 viene ammesso alla frequenza del corso per Istruttore militare di scherma ad Orvieto, trascorso il primo anno nella città Umbra viene trasferito presso l'Accademia militare di Modena con l'incarico di istruttore di scherma, sotto la direzione del Maestro Elio Cucchiara che diverrà il suo tutor e punto di riferimento nella crescita tecnica specifica. Dopo un ulteriore anno di frequenza ad Orvieto e conseguito il titolo di Istruttore Militare di Scherma viene trasferito al Centro Sportivo Esercito.
Nel 1974 subito dopo il matrimonio, viene distaccato dallo Stato Maggiore dell'Esercito presso il Ministero Affari Esteri per essere messo a disposizione dell'UNESCO e quindi inviato in America centrale come Istruttore di Scherma. Per conto della FIE e dell'UNESCO tiene dei corsi per istruttori di scherma nei diversi paesi Centroamericani. Nel 1976, su incarico del Ministero della difesa italiano e in collaborazione con l'Istituto “Italo-Latinoamericano” organizza e tiene un corso per Istruttori militari di Educazione Fisica dei Paesi aderenti alla ODECA (Organizzazione Difesa Centro Americana) a cui partecipano Ufficiali e Sottufficiali del Guatemala, Honduras, El Salvador, Belize e Panama.
Nel 1979, rientrato in Italia, viene trasferito presso l'Accademia di sanità militare interforze di Firenze dove, oltre all'incarico da Maestro di scherma gli viene affidato il coordinamento di tutte le attività sportive dell'Accademia stessa. Nel 1981 organizza i giochi interaccademici ai quali partecipano i cadetti dell'Esercito, della Marina, dell'Aeronautica, della Guardia di Finanza e gli studenti della Nunziatella e del Morosini. Nel 1984 viene trasferito presso il Distretto Militare di Siracusa dove gli viene affidato l'ufficio che si occupa del rinvio militare per motivi di studio. Nel 1992 con il grado di Maresciallo maggiore Aiutante chiede di essere collocato in pensione per dedicarsi a tempo pieno alla scherma.

### Maestro di scherma
Aveva conseguito nel 1972 il titolo di Istruttore militare di scherma, nel 1973 ottiene presso l'Accademia nazionale di scherma anche quello di Maestro di Scherma.
Da giovane Maestro inizia a prestare la sua opera oltre che nel centro sportivo dell'Esercito e presso gli Istituti Militari anche presso alcune sale di scherma, le prime esperienze in tal senso le ha presso la Panaro Modena e la Virtus Scherma Bologna. In queste due sale inizia ad ampliare il suo bagaglio tecnico sotto la guida dei Maestri Elio Cucchiara ed Umberto Lancia. Trasferitosi per motivi di servizio in Umbria inizia a collaborare con la società Grifo Perugia ed è in prima linea nell'organizzare il centro Giovanile della SMEF di Orvieto dove decine di ragazzi muovono i primi passi in pedana.

### La federazione salvadoregna
Nel 1974 dalla Federazione italiana scherma viene segnalato al CONI e quindi al Ministero degli Affari Esteri e di seguito all'UNESCO per essere inviato in El Salvador per promuovere la scherma. Resosi conto che la scherma di quel paese consisteva in un nucleo di quattro persone che l'avevano praticata in un college degli Stati Uniti e che non vi era una federazione, inizia a dare lezioni e a gettare le basi per poter organizzare un primo torneo. Cosa che riesce ad organizzare nel salone d'onore del miglior hotel della capitale alla presenza delle maggiori autorità istituzionali del paese. L'entusiasmo cresce e il governo locale trova le risorse per acquistare un minimo di attrezzature, ciò permette di organizzare le prime gare ufficiali.
Nel contempo redige lo statuto della federazione, e nel marzo del 1975]viene costituita ufficialmente, e si affilia alla FIE. Dopo un lustro di attività in El Salvador vi erano oltre 100 schermidori, una sala scherma equipaggiata con 8 pedane, 3 istruttori, oltre ad un notevole quantitativo di materiale. A distanza di quasi 30 anni la federazione di El Salvador risulta una delle migliori organizzate di tutta l'America Latina. A seguito dell'esperienza maturata in quell'ambiente, la FIE nel corso degli anni, per ben 5 volte, lo ha coinvolto per dei corsi di formazione in Costa Rica, Venezuela, Messico, Colombia e Cile.

### La nascita della Scherma Modica
Tornato nel 1980 in Italia inizia a collaborare con il C.S Firenze e con la Virtus Scherma Bologna, A Firenze promuove una serie di iniziative con le scuole portando nel volgere di pochi anni a più di 100 i tesserati del club. Trasferitosi a Siracusa per motivi di lavoro, inizia a collaborare con il Club Scherma Siracusa dando un forte contributo allo sviluppo della scherma sul territorio. Nel 1984 porta la scherma a Modica, dove mai era stata praticata questa disciplina sportiva. Inizia un lavoro di promozione e diffusione che nel giro di pochi anni la porta ad essere una delle società italiane con il maggior numero di tesserati. Si fa carico oltre che della conduzione tecnica della società, impostandone la gestione a livello manageriale.
Riesce grazie al supporto degli enti locali ma fondamentalmente degli sponsor che riesce a coinvolgere, a far sì che l'associazione riesca a farsi carico di tutte le spese di vitto, viaggio ed alloggio dei propri atleti, mantenendo le quote di iscrizioni alla portata di tutti. Grazie a questa politica sportiva la scherma si radica sul territorio tanto da riuscire nel dicembre 2003 ad inaugurare il Palascherma di Modica, unico impianto specifico in Sicilia ed uno dei pochi in Italia. Ad oggi la Scherma Modica vanta 24 Campioni Italiani, 7 titoli nazionali per società e per 6 volte è stata vincitrice del Gran Prix Nazionale. Ne fanno parte anche il Campione Olimpico a squadre 2012 Giorgio Avola e il pluricampione Mondiale dei Maestri Eugenio Migliore.
Ha gettato le basi per la nascita della scherma anche a Caltagirone, Caltanissetta ed Enna dove oggi operano tre realtà di tutto rispetto.

### L'impegno dirigenziale nella FIS-Federazione Italiana Scherma
Nel 1992 viene eletto consigliere dell'AIMS (Associazione Italiana Maestri di Scherma), e si prende carico dell'organizzazione di due campionati Italiani Maestri, organizzati uno a Modica e l'altro a Caltagirone.
Nel 2001 viene eletto consigliere della Federazione Italiana Scherma in rappresentanza dei tecnici, e di seguito nominato vicepresidente. Nel corso del mandato è ideatore di un completo rinnovamento e modernizzazione della struttura dell'attività agonistica in Italia, riscrivendone i regolamenti. Nella qualità di Capo delegazione è stato presente ai campionati del Mondo di Nîmes, ai Campionati Europei Giovani di Parenzo, ai campionati del mondo giovani di Plovdiv e ai Campionati del Mediterraneo svoltosi a Istanbul.
Nell'agosto del 2002 a seguito delle dimissioni del Presidente del comitato organizzatore dei campionati del mondo cadetti e giovani a Trapani, assume la presidenza e fra mille difficoltà di ordine economiche, politiche e di sicurezza (i campionati ebbero inizio 10 giorni dopo l'inizio della guerra in Iraq) portò a buon fine un'edizione che a detta dei molti può considerarsi tra le migliori riuscite e con il maggior numero di paesi partecipanti. Quello di Trapani è stato forse l'unico campionato del mondo svoltosi in Italia a costo zero per la Federazione, e per la prima volta ha visto un allenamento collegiale per 52 atleti di 42 paesi svoltosi in collaborazione fra la FIE e la FIS, le cui spese sono state a carico del comitato organizzatore dei mondiali.
Nella qualità di presidente del COL (Comitato Organizzatore Locale) di Trapani 2003 è stato presente al congresso della FIE di L'Avana, ai campionati del mondo assoluti di Lisbona e ai campionati del mondo giovani di Antalia. Nel campo dei rapporti Internazionali fin dal primo momento ha cercato di ricucire i rapporti con i vari paesi affiliati alla FIE portando la FIS a firmare protocolli d'intesa con ben 48 paesi in tutto il mondo. Nel 2003 si è fatto promotore della nascita della Confederazione del Mediterraneo di scherma occupandosi dello statuto, dei contatti con i vari paesi interessati e all'indizione dell'assemblea costituente svoltasi a Marsala.

### Presidente della FIS-Federazione Italiana Scherma
Il 26 febbraio 2005 viene eletto Presidente della Federazione Italiana Scherma. Nei primi anni della presidenza si fa promotore di un documento che smontava le tesi della FIE che volevano abolire il bersaglio non valido nel fioretto. Presentato al congresso di Doha dove è stato approvato dalla maggioranza dei paesi. Invitato dalle rispettive federazioni è stato presente ai Giochi dei Caraibi in El Salvador e ai giochi Panamericani svoltosi a Santo Domingo con l'unico obiettivo di promuovere i Campionati del Mondo Assoluti Torino 2006. Sempre in Italia a marzo del 2008 vengono organizzati i Mondiali Cadetti-Giovani ad Acireale.
A dicembre dello stesso anno si candida nuovamente alla Presidenza ottenendo il consenso del 95% dei votanti. Durante il suo secondo mandato si sono svolti in Italia i Mondiali Assoluti di Catania nel 2011 e gli Europei Assoluti di Legnano nel 2012.
Il 2 dicembre 2012 viene nuovamente rieletto Presidente della Federazione Italiana Scherma per la terza volta, con l'83,4% dei voti, 306 su 367. 
Il 19 febbraio 2013 viene eletto nella giunta del CONI con 37 voti, risultando il terzo membro più votato. Nel corso della prima seduta della Giunta è stato nominato Vice Presidente del CONI. Il 22 gennaio 2014, su incarico affidatogli dalla giunta CONI, è nominato Commissario reggente del Comitato Regionale CONI Sicilia, incarico che dura fino a giugno 2014 quando con le elezioni il Coni Sicilia elegge Sergio D'Antoni presidente. Il 20 novembre 2016 ottiene la sua quarta elezione come presidente della Federazione Italiana Scherma con l'85,7% dei consensi. Il 27 novembre in occasione del Congresso FIE viene eletto in seno al Comitato Esecutivo. Nel 2021 decide di non ricandidarsi alla guida della Federazione Italiana Scherma dopo 16 anni di presidenza. Durante l'Assemblea Elettiva, tenutasi a Roma il 28 febbraio 2021 viene nominato Presidente Onorario della FIS.

### Dirigente della FIE-Federazione Internazionale di scherma
Il 25 gennaio 2009 viene eletto vicepresidente della Fédération internationale d'escrime nel corso del Comitato Esecutivo svoltosi a Parigi. L'8 dicembre 2012, Scarso ottiene a Mosca, in occasione del congresso della FIE, la riconferma anche nella carica di Vicepresidente della Federazione Internazionale risultando il più votato, ben 105 preferenze su 129 paesi votanti. Il 27 novembre 2016 al congresso di Mosca è eletto tra i membri del Comitato Esecutivo

### Dirigente della EFC-Confederazione Europea di scherma
Il 1 Ottobre 2022 a Varsavia viene eletto alla presidenza della Confederazione europea, primo italiano ad assumere tale carica. Nella veste di Presidente della Confederazione entra di diritto in seno al Comitato Esecutivo della FIE.